# Governo Itamar Franco
O Governo Itamar Franco foi um período da História do Brasil que teve início no dia 29 de dezembro de 1992, com a renúncia do presidente Fernando Collor de Mello, até o dia 1º de janeiro de 1995, período no qual o país esteve sob o comando de Itamar Franco. O país vivia um período conturbado, portanto o novo presidente procurou realizar uma gestão transparente, buscando apoio dos partidos políticos e procurando atender aos anseios da sociedade brasileira. Sua equipe de governo era composta majoritariamente por mineiros, e, sendo ele também mineiro, seu governo ficou informalmente conhecido como "República do Pão de Queijo". Defendeu o relançamento do Fusca, que ficou conhecido como Fusca do Itamar.
O governo Itamar registrou crescimento de 10% do PIB e 6,78% da renda per capita. Itamar assumiu com a inflação em 1191,09% e entregou a 22,41%.

## Início de mandato
Fernando Collor de Mello foi acusado de corrupção e sofreu um processo de impeachment pelo Congresso Nacional, se afastando do governo. Itamar assumiu interinamente a presidência em 2 de outubro de 1992, sendo formalmente aclamado em 29 de dezembro de 1992, quando o presidente Collor renuncia ao cargo.

## Plebiscito de 1993
Em abril de 1993, cumprindo com o previsto na Constituição de 1988, o governo realiza um plebiscito para a escolha da forma e do sistema de governo no Brasil. Quase 30% dos votantes não compareceram ao plebiscito ou anularam o voto. Dos que comparecem às urnas, 66% votaram a favor da república, contra 10% favoráveis à monarquia. O presidencialismo recebeu 55% dos votos, ao passo que o parlamentarismo (o sistema da preferência de Itamar Franco) obteve 25% dos votos. Em função dos resultados, foi mantido o regime republicano e presidencialista. A votação foi livre, a tentativa de ressurreição do forma de governo monárquica veio do deputado federal Antônio Henrique Bittencourt da Cunha Bueno (do Partido Social Democrático de São Paulo), membro da Assembleia Constituinte que aprovou a Constituição.

## Plano Real
Unidade Real de Valor (ou URV, sigla pela qual se popularizou) foi a parte escritural da atual moeda corrente do Brasil, cujo curso obrigatório se iniciou em fevereiro de 1994. Foi um índice que procurou refletir a variação do poder aquisitivo da moeda, servindo apenas como unidade de conta e referência de valores. Teve curso juntamente com o Cruzeiro Real até o dia 1º de julho de 1994, quando foi lançada a nova base monetária nacional, o Real. Instituída pela Medida Provisória nº 482 (posteriormente transformada na Lei nº 8.880), foi parte fundamental do Plano Real, contribuindo positivamente para a mudança de moeda, para a estabilização monetária e econômica, sem medidas de choque como confiscos e congelamentos.
Fernando Henrique Cardoso foi o ministro da fazenda responsável por montar a equipe de economistas que planejaram a entrada do Real como moeda corrente no Brasil. Entretanto, quem executou o processo  e entregou o novo plano econômico à população brasileira foi o Ministro Rubens Ricupero devido ao afastamento de FHC para concorrer à Presidência da República.

## Outras realizações
- O Presidente Itamar Franco fez projetos de combate à miséria ao lado do sociólogo Betinho, cujo produto foi a fundação do Conselho Nacional de Segurança Alimentar e Nutricional, o Consea. 
- Criou bases para Educação Integral, simbolizada pelos icônicos projetos dos Centros de Atenção Integral à Criança e ao Adolescente (CAIC). 
- Criou, através do então ministro da Saúde, Jamil Haddad, a implantação do programa de saúde da família e do programa dos medicamentos genéricos em 1993.
- Criou a Lei Orgânica da Assistência Social (Loas) para atender a pessoas muito pobres e que não contribuíam para a Previdência.